# Linia kolejowa Budzisław Kościelny – Marszewo
Linia kolejowa Budzisław Kościelny – Marszewo – zlikwidowana wąskotorowa linia kolejowa łącząca stację Budzisław Kościelny z ładownią kolejową Marszewo.

## Historia
Rozstaw szyn wynosił 750 mm, więc była to linia wąskotorowa. Miała charakter wyłącznie towarowy. Przewożono nią z majątku gospodarskiego buraki cukrowe do cukrowni Gosławice. Droga biegła równolegle do drogi pomiędzy miejscowościami Budzisław Kościelny i Budzisław Górny. Linię rozebrano w latach 60. XX wieku.